# Whitstable
Whitstable (engelskt uttal: [ˈwɪtstəbəl]) är en stad i grevskapet Kent i sydöstra England. Staden ligger i distriktet Canterbury, cirka 10 kilometer nordväst om Canterbury och cirka 81,5 kilometer sydost om centrala London. Tätorten (built-up area) hade 32 196 invånare vid folkräkningen år 2021. Whitstable nämndes i Domedagsboken (Domesday Book) år 1086, och kallades då Nortone.